# Willi Moegle
Willi Moegle (* 17. August 1897 in Esslingen am Neckar; † 6. Juli 1989 in Leinfelden-Echterdingen) war ein deutscher Sach- und Werbefotograf und gilt als ein führender Vertreter der Sachaufnahme der Nachkriegszeit.

## Leben und Werk
Nach einer Chemigrafen-Lehre studierte Moegle drei Jahre an der Kunstgewerbeschule Stuttgart, brach sein Studium jedoch ab. Seit 1922 fertigte er fotografische Dokumentationen für das Landesamt für Denkmalpflege in Stuttgart an. Auch in den folgenden Jahrzehnten sollten zahlreiche Auftragsaufnahmen in den Bereichen Außen- und Innenarchitektur entstehen. 1927 konnte er ein eigenes Foto-Atelier in Stuttgart eröffnen. Es wurde 1944 ausgebombt. Bis 1950 unterhielten er und sein Halbbruder Arthur Ohler, ebenfalls Fotograf, eine Ateliergemeinschaft in Stuttgart. 1950 gelang Moegle die Neugründung eines Studios in Leinfelden-Echterdingen.
Ab 1945 entstanden für die Unternehmen Bauknecht, Arzberg, Schönwald, Zwiesel und Jenaer Glas, später auch für C. H. Pott, die bekanntesten Aufnahmen Moegles. Seine Arbeiten sind gekennzeichnet durch einen sachlich-nüchternen Stil, der die abgebildeten Industrieprodukte in den Mittelpunkt der Arbeit rückt. Dabei fotografierte Moegle mit Vorliebe die Entwürfe von Vertretern der  Guten Form wie Hermann Gretsch, Heinrich Löffelhardt und Wilhelm Wagenfeld.

## Auszeichnungen
- 1978 David-Octavius-Hill-Medaille